# Врх-над-Лашким
Врх-над-Лашким (словен. Vrh nad Laškim) — поселення в общині Лашко, Савинський регіон, Словенія. Висота над рівнем моря: 533 м. 